# Introducción a la Historia
Introducción a la Historia (título original en francés: Apologie pour l'histoire ou Métier d'historien) es un ensayo escrito por el historiador francés Marc Bloch entre finales de 1940 y los primeros meses de 1943. Bloch se unió a la Resistencia francesa antes de que el escrito fuese concluido. Inacabado, fue publicado póstumamente en 1949, por iniciativa de su amigo Lucien Febvre. Después fue traducido al inglés en 1953 con el título The Historian's Craft por la editorial Knopf en Nueva York (fue la primera de sus obras traducida al inglés). En aquella época, Bloch no era muy conocido en el mundo angloparlante, como lo llegará a ser durante la década de 1960, cuando fueron publicadas sus obras relacionadas con la sociedad feudal y la historia rural.
Marc Bloch cuestiona qué es la historia y, más particularmente, el papel y los métodos del historiador en la construcción de esta ciencia.
Introducción a la historia se considera a menudo como el “testamento” histórico de Marc Bloch y tiene un eco mundial en los años posteriores a su lanzamiento. De este modo, es emblemático del pensamiento de la escuela de los Annales, que el autor cofundó a finales de la década de 1920 con Lucien Febvre.
Fue poco leído en la década de 1970 en Francia, mientras los métodos históricos se adaptaban a nuevas tendencias (el linguistic turn, o la Nueva historia, por ejemplo). Además, tuvo influencia en muchos historiadores del mundo anglosajón, difundiéndose a medida que se traducían al inglés otros Annales académicos.
La obra recuperó popularidad en los años siguientes. Se volvió a publicar en una nueva edición crítica en 1993 revisada por Étienne Bloch (1921-2009), el hijo mayor del autor, y con un prólogo de Jacques Le Goff. Esta edición se publicó en español en 1996 con el título original de la obra, Apología para la historia o el oficio de historiador.

## Contenido
La obra explora el oficio del historiador desde diversos ángulos, argumentando sobre cómo se debería constituir la historia y cómo tendría que ser configurada y creada en forma literaria por el historiador. La amplitud de la obra es muy vasta en el ámbito del espacio y el tiempo: en un capítulo, por ejemplo, se citan numerosos textos históricos que están mal redactados y falsificados, citando fuentes tan diversas como los Comentarios de Julio César y Los protocolos de los sabios de Sion. Su enfoque está orientado a quienes no necesariamente son historiadores profesionales (miembros a los que él denomina como 'el gremio') sino, más bien, para todos los lectores interesados y no especialistas. Bloch también expresa la idea de que el trabajo del historiador debería dejar a un lado los juicios de valor —que el historiador tendría que intentar explicar y describir más que evaluar en términos normativos—.
Después de un breve texto a modo de dedicatoria a Lucien Febvre, donde subraya la cercanía que los une, Marc Bloch abre su introducción con la pregunta de uno de sus hijos: “Papá, explícame para qué sirve la historia.". Precisa que la obra intentará ser su respuesta a esta pregunta. Vuelve al lugar del historiador, a la legitimidad del esfuerzo intelectual de los científicos y al papel de la ciencia

### Capítulo I. La historia, los hombres y el tiempo
Este capítulo está dividido en siete subcapítulos relativamente cortos.

#### 1. La elección del historiador
Marc Bloch evoca por primera vez el origen griego de la palabra "historia"; indicando al lector que conservará, en esta obra, su significado más amplio. El autor precisa que no busca limitar la historia a una definición, sino reflexionar sobre las herramientas del historiador y su modo de elegir en "la inmensa y confusa realidad".

#### 2. La historia y los hombres
Bloch rechaza el lugar común de decir que "la historia es la ciencia del pasado". Para él, el objeto de la historia son "los hombres". Prefiere el plural que el singular, "modo gramatical de la relatividad, [que] es adecuado para una ciencia de la diversidad". Marc Bloch recuerda que este carácter de la historia, ciencia del hombre, surgió de cuestiones ligadas al lenguaje, que buscaban saber si la historia era una ciencia o un arte. Para Marc Bloch la historia, ciencia de los hombres, requiere por tanto "gran finura del lenguaje, un color adecuado en el tono verbal" para traducir fenómenos históricos muy delicados.

#### 3. El tiempo histórico
Es más, la historia es la ciencia de los hombres a lo largo del tiempo. Lo afirma Bloch en este subcapítulo, donde precisa que, si el tiempo es muy importante en muchos campos científicos, tiene la particularidad de ser central aquí, de ser "el plasma mismo en que se bañan los fenómenos y algo así como el lugar de su inteligibilidad".

#### 4. El ídolo de los orígenes
En este subcapítulo Marc Bloch evoca la costumbre de explicar lo más cercano por lo más lejano, lo que él llama la aparición de los orígenes. Es un modo de reflexión que, según él, tuvo su momento de favor en el pensamiento histórico. Pero se trata de un camino ambiguo y potencialmente peligroso porque esta "obsesión embriogénica" de los orígenes puede llevar a un uso del pasado que sirva para explicar el presente, para justificarlo o condenarlo mejor. Esto puede llevar a que se formulen juicios, "otro enemigo satánico de la verdadera historia".
Marc Bloch pone el ejemplo de los estudios cristianos, donde no se trata de explicar "si Jesús fue crucificado y luego resucitó ", sino de comprender cómo y por qué los hombres creen en él. Entran en juego múltiples factores, la estructura social o la mentalidad, por ejemplo. Lo mismo ocurre con la etimología, donde no se trata sólo de dar el primer significado conocido de una palabra sino de explicar el giro semántico que ha sufrido. Así, para el autor, no podemos explicar un fenómeno histórico sin tener en cuenta su momento.

#### 5. Los límites de lo actual y de lo inactual
En este subcapítulo Marc Bloch afirma que la época reciente no es menos practicable que los períodos más antiguos, sin relegarla a la sociología como otros estudiosos.

#### 6. Comprender el presente por el pasado
Aquí se aborda el mantenimiento de mecanismos sociales históricamente antiguos en el mundo contemporáneo. Toma el ejemplo de la división territorial contemporánea que vincula a los "roturadores de la época de los dólmenes" más que a los legisladores del Primer Imperio Francés, en el origen del Código Civil de Francia. La evolución humana no es el resultado de una "serie de breves y profundas sacudidas, cada una de las cuales no dura sino el término de unas cuantas vidas".

#### 7. Comprender el pasado por el presente
Así mismo, el autor explora la importancia para el historiador de conocer su presente. Para ilustrar esta idea, Marc Bloch cuenta que mientras estaba de vacaciones con Henri Pirenne, éste quiso visitar el nuevo ayuntamiento de Estocolmo y le dijo: "Si yo fuera un anticuario sólo me gustaría ver las cosas viejas. Pero soy un historiador y por eso amo la vida". Porque la facultad de captar lo vivo es, según Bloch, "la cualidad dominante del historiador".

### Capítulo II. La observación histórica

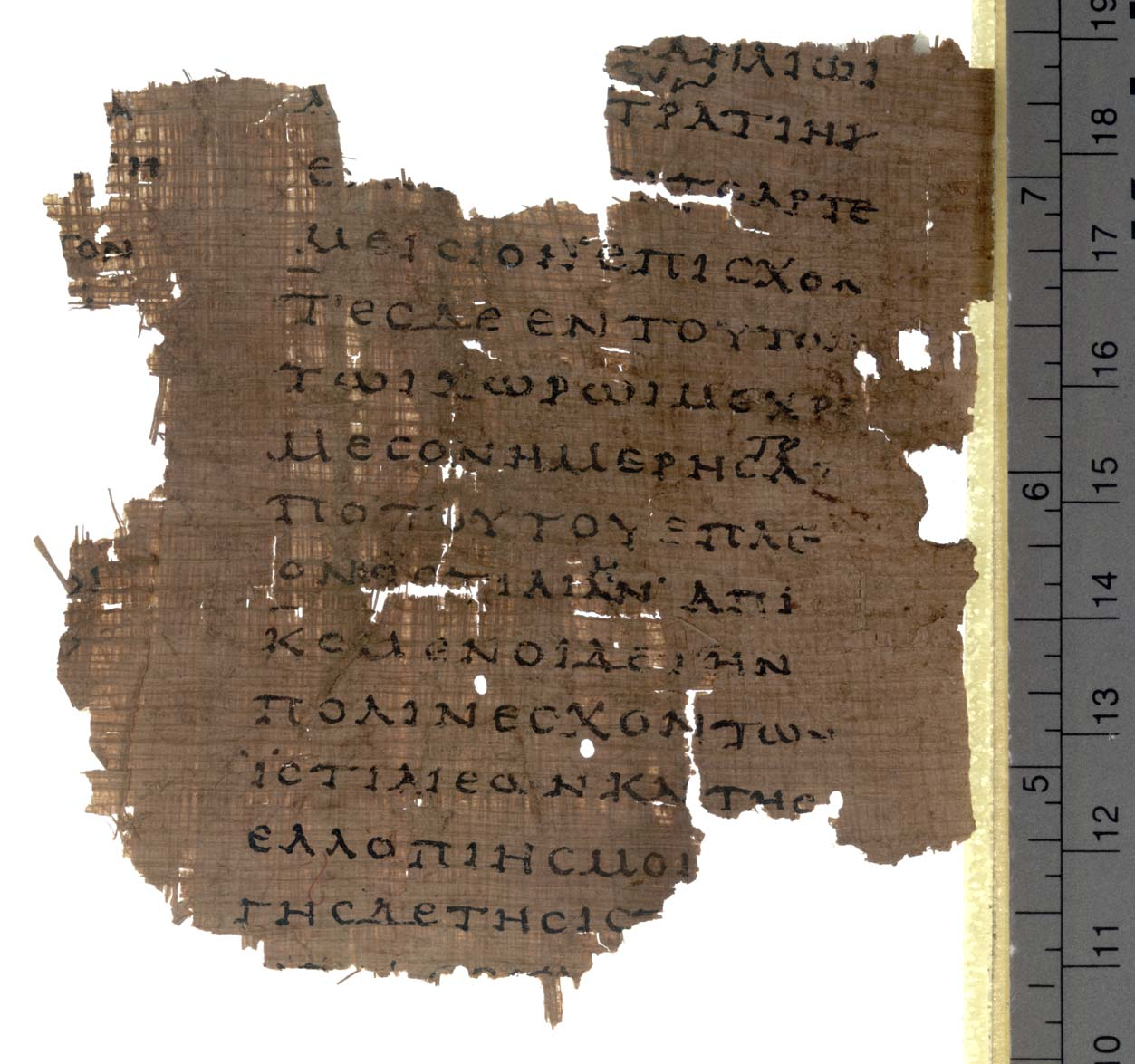
Fragmento del libro VIII de las "Historias" de Heródoto, parte de los papiros de Oxirrinco. Marc Bloch utiliza la obra de Heródoto como ejemplo de “testimonio voluntario”.

Después de haber abordado cuál es el objeto científico del historiador, Marc Bloch destaca que no basta con que exista para definir una ciencia, porque esta última también se basa, entre otras cosas, en el método. Así, para el autor, es necesario explicar qué es la observación científica, que hace de la historia una ciencia.

#### 1. Características generales de la observación histórica
Para Bloch, conviene matizar que "en contraste con el conocimiento del presente, el conocimiento del pasado será necesariamente «indirecto»". De hecho, el conocimiento del presente también se produce a través de sesgos indirectos. Marc Bloch subraya el sesgo que, lamentablemente, tiende a hacer que los hechos históricamente más remotos sean percibidos como los más difíciles de transcribir. Esto se debería a que los intelectuales, al pensar en "conocimiento indirecto", sólo vieran lo que surgiría de él: un testimonio humano. Pero las huellas arqueológicas, por ejemplo, con el método histórico son prueba de hechos lejanos que no requieren la palabra humana. Marc Bloch pone en duda la idea que el hombre , o más precisamente los relatos por él formulados, sean la base de cualquier testimonio histórico indirecto.
Sin embargo, estos documentos materiales "no son en modo alguno los únicos que poseen este privilegio de poder ser captados así de primera mano". Un “rito fijado en una estela, un elemento de derecho o un patrimonio lingüístico" son también recursos que no implican referirse a otro “cerebro humano”, testigo de las cosas. El historiador, a los ojos del autor, si llega después de los acontecimientos, no será incapaz de percibir residuos.
Si la materia que es el pasado está fijada, los métodos para estudiarla están evolucionando y sacan a la superficie nuevos resultados a medida que los científicos cuestionan su tema. Esta última, sin embargo, es limitada ya que "[el pasado] les prohíbe [a los historiadores] que sepan de él lo que él mismo no les entrega, científicamente o no". El investigador debe después de "haberlo intentado todo, resignarse a la ignorancia y confesarlo honestamente".

#### 2. Los testimonios
Marc Bloch evoca a continuación la diferencia entre testimonios voluntarios (a la manera de las obras de Heródoto) e involuntarios (las "guías de viaje al más allá" encontradas en las tumbas egipcias, por ejemplo). Destaca que estos últimos se han convertido, lógicamente, en el tema principal de la historia. Es menos probable que sufran los prejuicios de los hombres del pasado o una posible compensación para la posteridad.
Además, los testimonios voluntarios son en sí mismos instructivos más allá de su objetivo inicial, arrojando luz sobre las formas de pensar y vivir de los hombres que los escribieron. Bloch lo ve como "un gran desquite de la inteligencia sobre los hechos". Pero para ello es necesario saber cómo formular un cuestionario relevante para consultar estos documentos. En este sentido y sobre todo, es necesario que el historiador tenga una dirección para explotar la fuente, sin la cual, como un explorador sin itinerario, "se expondrá a errar eternamente a la ventura".
Además, Bloch aboga por que los historiadores dominen al menos "una noción" de todas las "disciplinas auxiliares" de la historia, para poder juzgar el alcance de la disciplina y la complejidad de las herramientas a su disposición. A su juicio, también es necesario fomentar el trabajo en equipo entre los estudiosos de cada técnica para abordar problemas específicos, algo que, a su juicio, falta en la historia.

#### 3. La transmisión de los testimonios
El historiador finalmente vuelve a la "transmisión de testimonios", destacando la importancia del archivero y las herramientas que formula para facilitar el acceso a los documentos a los historiadores y su persistencia. Para Marc Bloch es fundamental que los historiadores, además de proporcionar una bibliografía, expliquen su forma de proceder.

"Todo libro de historia digno de ese nombre debería incluir un capítulo [...] que se titularía aproximadamente «¿Cómo puedo saber lo que voy a decir?»."

### Capítulo III. La crítica

#### 1. Bosquejo de una historia del método crítico

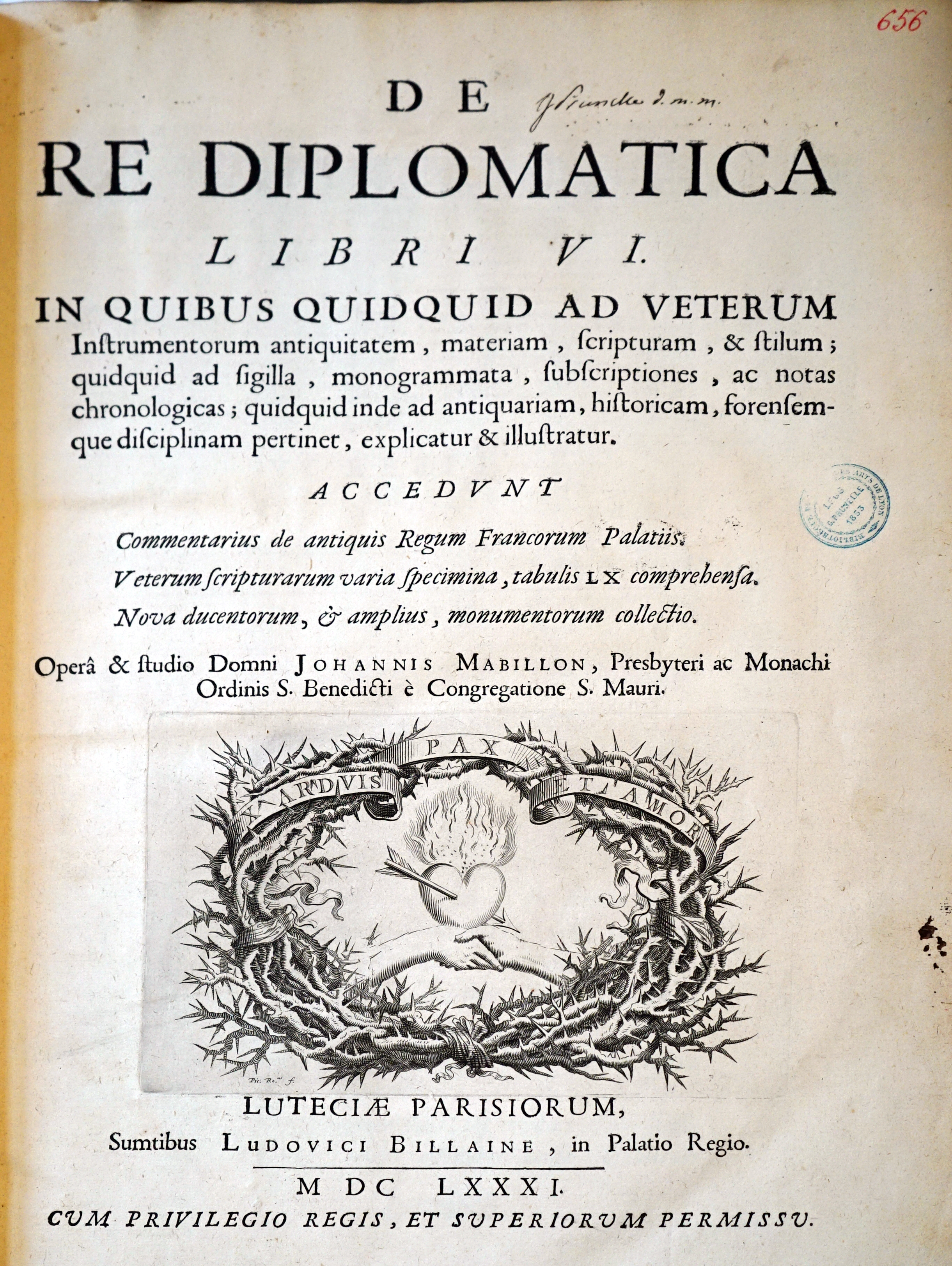
La publicación de De re diplomatica en 1681 constituye, a los ojos de Marc Bloch, el “momento decisivo” en la historia del método crítico.

Marc Bloch quiere formular un "bosquejo de una historia del método crítico". Si bien los testimonios no deben tomarse al pie de la letra, el autor enfatiza que un rechazo sistemático de toda la información no es una posición más gloriosa. Así mismo, no tiene mucho valor la crítica al "sentido común", que define como un "compuesto de postulados no razonados y de experiencias apresuradamente generalizadas". Para Marc Bloch, para que la duda se convierta en examinador, debe surgir de reglas elaboradas que nos permitan distinguir la verdad de la mentira. También sitúa la fecha definitiva de la fundación de la crítica de archivo en 1681 con la publicación de De re diplomatica del monje benedictino Jean Mabillon, que formula reglas para la realización de crítica documental aplicada con el fin de dar autenticidad de un documento (principalmente diplomas). Fue en el mismo período que el término "crítica" vio gradualmente cambiar su significado; anteriormente un "juicio de gusto", se convierte en una "prueba de veracidad".
Bloch ve en este período a varias figuras de la misma generación: Jean Mabillon, Richard Simon, Daniel Papebroch y Baruch Spinoza, nacidos alrededor de 1632. Es también una época en la que el Discurso del método de Descartes toca las sensibilidades intelectuales, y el historiador ve un posible vínculo con el surgimiento de estas nuevas concepciones de la duda, que se convierte en un "instrumento del conocimiento". Esto no significa, sin embargo, que el método crítico se difundiera instantáneamente a lo largo de la historia como una ciencia. La escuela histórica alemana, Ernest Renan y Numa Denis Fustel de Coulanges "devolvieron a la erudición su rango intelectual" en el siglo XIX.
También forma parte de la misión del historiador lograr hacerse entender por el público. Y Marc Bloch reprocha con ello una "enseñanza mal concebida" y un "singular pudor" del historiador, que entrega "sin defensa" a los lectores a los "falsos brillos de una pretendida historia" como Charles Maurras, Jacques Bainville o Gueorgui Plejánov, quienes "afirman allí donde Fustel de Coulanges o Pirenne hubiesen dudado".
El autor destaca la importancia de las notas en las obras históricas porque "una afirmación no tiene derecho a producirse sino a condición de poder ser comprobada". Porque, a los ojos de Marc Bloch, las "fuerzas de la razón" avanzarán mucho cuando se acepte que medimos el valor del conocimiento "por su prisa en enfrentarse de antemano a la refutación".

#### 2. La persecución de la mentira y el error

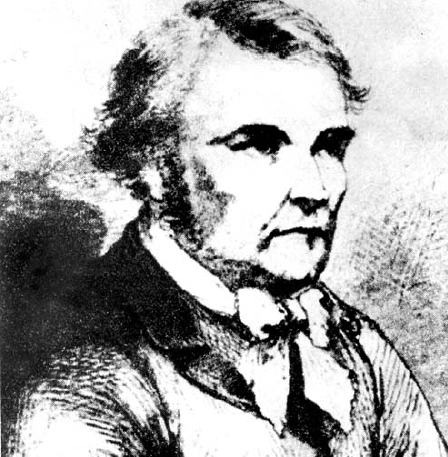
El falsificador Denis Vrain-Lucas, diseñador de letras falsas atribuidas a Blaise Pascal, que vendió al matemático Michel Chasles.

Hay dos formas de impostura que pueden "viciar" un testimonio: primero, el engaño sobre la identidad del autor o la fecha de redacción del documento; luego, el engaño sobre la base misma del testimonio. Y Marc Bloch pone como ejemplo los Comentarios de Julio César en los que éste "deformó mucho a sabiendas y omitió mucho". Así, el autor llama a dudar de los documentos, incluso cuando provengan de instituciones oficiales. Para ilustrar su punto recuerda que la retrodatación es una práctica actual y los hombres del pasado "no tenían mayores escrúpulos" con esto que los del presente. Pero más allá de reconocer el engaño, el historiador debe sobre todo definir su objetivo inicial: "buscar, detrás de la impostura, al impostor".

"[...] Una mentira, como tal, es a su manera un testimonio. Probar sin más que el célebre diploma de Carlomagno en favor de la iglesia de Aquisgrán no es auténtico es simplemente ahorrarse un error, pero no adquirir un conocimiento. Pero si, al contrario, logramos determinar que el fraude fue compuesto entre los que rodeaban a Federico Barbarroja, y que tuvo por motivo servir sus grandes sueños imperialistas, se abre un amplio panorama sobre vastas perspectivas históricas."

Bloch subraya que algunas épocas son propicias para la mentira: es especialmente el caso del período que va desde finales del siglo XVIII hasta principios del XIX, que describe como "una vasta sinfonía de fraudes", dando por ejemplo las "poesías pretendidamente medievales de Clotilde de Surville" o las "canciones imaginariamente traducidas del croata por Mérimée". Lo mismo ocurre con la Edad Media, entre los siglos VIII y XII. Marc Bloch señala que estos dos períodos, apegados a la tradición, "a fuerza de venerar el pasado", son los que paradójicamente se toman más libertad con su patrimonio. A continuación pone el ejeplo del falsificador Denis Vrain-Lucas, que vendió numerosas falsificaciones al matemático Michel Chasles, lo que dio lugar a una serie de mentiras en torno a la autoría del descubrimiento de la ley de gravitación universal; porque "el fraude, por naturaleza, engendra el fraude". Por eso es necesario estar muy atentos a la impostura, presentándose "en racimos" de falsedades, apoyándose mutuamente. Finalmente existe una tercera forma de impostura: el "solapado retoque", que consiste en insertar falsedad en un contenido verdadero, generalmente detalles inventados.
Pero sucede, a menudo, por ejemplo a través de rumores, que los testigos se equivocan sin mala fe. Por lo tanto, es necesario movilizar la psicología del testimonio en la ciencia histórica, para separar la verdad de la mentira. Los testimonios se basan en una memoria que puede ser defectuosa. El autor llama a la prudencia: "no existe el buen testigo; no hay más que buenos o malos testimonios". Estos errores en el testimonio, sin embargo, adquieren un valor documental, permitiendo estudiar el particular ambiente social en el momento en el que fueron formulados. Marc Bloch cuenta como un alemán de Bremen, hecho prisionero cerca del Camino de las Damas por su regimiento de infantería en septiembre de 1917, generó un rumor detrás del frente según el cual un comerciante alemán establecido en Braisnes había sido arrestado por espionaje. Bloch, más allá de la distorsión de Bremen y Braisnes, ve en este rumor un ejemplo de error "orientado de antemano", convirtiéndose "en el espejo donde la conciencia colectiva contempla sus propios rasgos". En este sentido, la Primera Guerra Mundial es, en opinión de Marc Bloch, un terreno interesante para estudiar la difusión del testimonio, su desnaturalización, porque en ella se produjo el renacimiento de la tradición oral en el frente. El autor establece un paralelo entre este microcosmos particular y la Alta Edad Media, donde la tradición oral también es fuerte.

#### 3. Ensayo de una lógica del método crítico

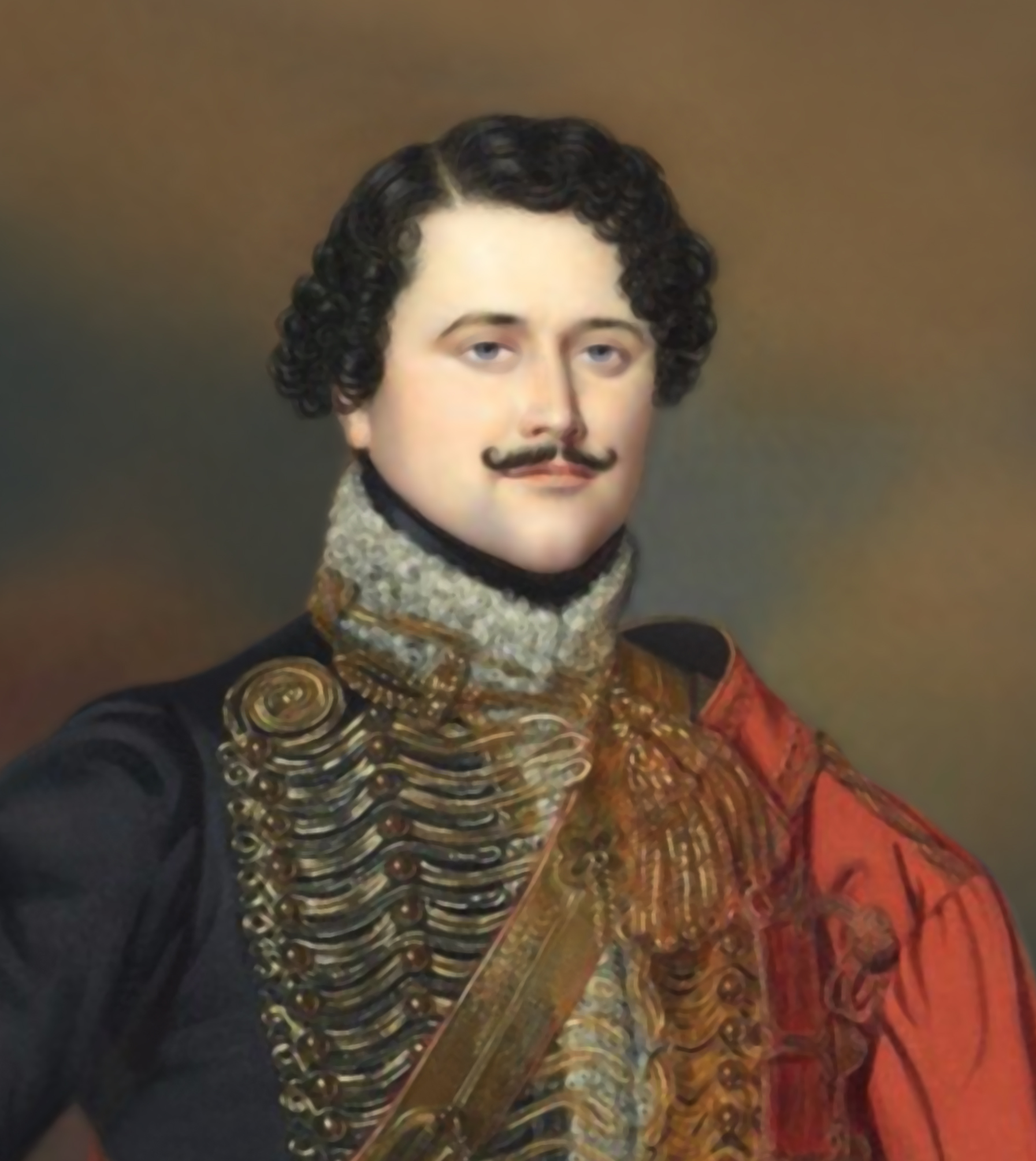
Una acción heroica que Marcellin Marbot se atribuye a sí mismo en sus Memorias sirve de ejemplo a Marc Bloch para mostrar la debilidad de la historia cuando se enfrenta a pruebas de otro tipo que van en otra dirección.

En este largo subcapítulo, Marc Bloch busca identificar la "dialéctica propia" de la crítica del testimonio. Se basa en la comparación entre el objeto estudiado y un conjunto de documentos ya descubiertos. Esta comparación del testimonio con otros lleva a diversas conclusiones según el caso.
El autor menciona el caso de la historia. Toma como ejemplo una hazaña militar relatada por Marcellin Marbot en sus Memorias, que no está corroborada por ninguna prueba existente. Hay que elegir entre la historia heroica autobiográfica y todas las fuentes que apuntan en una dirección diferente. En este caso, el primer testimonio no resiste el peso de los hechos atestiguados en otros lugares al formular un análisis psicológico. Tomamos por turnos a los testigos, sopesando "las razones presuntas de veracidad, de mentira o de error".
Marc Bloch evoca a continuación el caso de una carta de donación que data del siglo XII que, sin embargo, no presenta ninguna de sus características. También se concluye que este documento es falso pero por razones de diferente naturaleza. Efectivamente el argumento, esta vez de carácter más sociológico, se basa aquí en el hecho de que "en la misma generación de una misma sociedad reina una similitud de costumbres y de técnicas demasiado fuerte para permitir que ningún individuo se aparte sensiblemente de la práctica común".
Pero una similitud demasiado fuerte entre dos documentos también puede indicar una copia de uno por el otro. Y la crítica "se mueve entre estos dos extremos: la similitud que justifica y la que desacredita". Luego se deberá definir cuál documento es la copia del otro. "Desenmascarar una imitación no es sino reducir a uno solo lo que primero creíamos dos o varios testimonios". Este elemento del método crítico que Marc Bloch llama "el principio de semejanza limitada" se ilustra muy bien, según él, en los estudios estadísticos, donde varios estudios compartidos sobre un tema idéntico que incluyen un gran número de datos (y donde los errores aislados se compensan entre sí) lógicamente proporcionarán resultados concordantes, no idénticos pero tampoco drásticamente diferentes.
Pero el descubrimiento de un testimonio o documento que no está en armonía con nuestro conocimiento científico no nos permite concluir instantáneamente que sea falso, porque ese sería el fin del descubrimiento en la ciencia histórica. Esto cuestiona la metodología crítica pero no por ello se vuelve obsoleta, porque cualquier testimonio, aunque tenga un carácter original, permanece ligado a su tiempo.
Para Marc Bloch es necesario movilizar las herramientas proporcionadas por la teoría de las probabilidades en esta crítica del testimonio. No para intentar evaluar las posibilidades que tuvo un hecho de ocurrir, sino para cuestionar si realmente se produjo una coincidencia en la producción del documento o si se trata de un plagio.
Pero la historia proporciona datos de "extraordinaria complejidad", que la mayoría de las veces resultan "rebeldes a toda traducción matemática". La crítica de manuscritos antiguos o medievales rara vez acepta la posibilidad de una coincidencia cuando en dos obras aparecen sucesos similares, buscando un vínculo directo donde más bien sería, por ejemplo, el contexto social o las costumbres similares de los copistas. Las matemáticas todavía pueden ayudar al historiador "a analizar nuestros razonamientos y a conducirlos de la mejor manera posible".
Marc Bloch finaliza este capítulo volviendo a la importancia para el conocimiento histórico de "la aparición de un método racional de crítica aplicado al testimonio humano". El autor añade finalmente que el conocimiento forjado por el método crítico no es ajeno a la conducta de los hombres. Es a través de estos métodos, que se han ido perfeccionando con el tiempo, que los hombres se ven inducidos a pesar con precisión. Por ejemplo, esto se refleja en la psicología, donde el testimonio puede cuestionarse metódicamente para extraer la verdad. La historia, al desarrollar la técnica de la crítica del testimonio, "ha abierto así a los hombres [...] una nueva ruta hacia la verdad y, por ende, hacia la justicia".

### Capítulo IV. El análisis histórico

#### 1. ¿Juzgar o comprender?
El autor se pregunta primero sobre la imparcialidad en la historia. Evocando la tradición de los historiadores que juzgaban las acciones de los hombres, recuerda el carácter relativo del juicio, inscrito en un sistema de referencias morales. Pone el ejemplo del tratamiento dado a Robespierre por la historiografía: "Robespierristas, antirobespierristas, ¡os pedimos, por piedad, que nos digáis sencillamente cómo fue Robespierre!". Si el historiador no debe hacerse pasar por juez, no debe impedirse analizar el éxito o el fracaso de una acción porque son factuales. Para Marc Bloch, hay una palabra que "domina e ilumina nuestros estudios [de historiadores]: «comprender»". Y esto también para liderar luchas políticas, donde "sería necesario un poco más de inteligencia en las almas".

#### 2. De la diversidad de los hechos humanos a la unidad de las conciencias
Marc Bloch aborda en este subcapítulo la importancia de agrupar y comparar los hechos humanos para comprenderlos mejor. Es necesario ordenar racionalmente el material histórico, aunque sólo sea para poder situarlo en el tiempo y ver su evolución. Utiliza el ejemplo de una inscripción en latín, donde el idioma utilizado, en evolución, permite realizar un análisis de realidades anteriores. Estas clasificaciones, estas divisiones, son abstracciones que Marc Bloch considera necesarias para hacer ciencia:

"La ciencia no descompone lo real sino para mejor observarlo, gracias a un  juego de luces cruzadas, cuyos rasgos se combinan y se interpenetran constantemente."

Sin embargo, no debemos perdernos en estas divisiones. Los hombres pueden asumir varios roles que se entrelazan, haciendo sutil el estudio de este objeto. Lo mismo ocurre con las sociedades, que no son sólo un conjunto de individuos. Escribir su historia también requiere el estudio de su unidad, una recomposición de  los fragmentos que la componen y sus interacciones. El historiador trabaja en el tiempo, a través de "una oscilación necesaria" entre los impactos de fenómenos de larga duración y el momento en que "estas corrientes se estrechan en la intrincada maraña de las conciencias".

#### 3. La nomenclatura
Este último capítulo está dedicado al problema de la nomenclatura. Marc Bloch plantea la cuestión del lenguaje utilizado en la historia, herramienta "capaz de dibujar con precisión el contorno de los hechos [...], conservando la flexibilidad necesaria para adaptarse progresivamente a los descubrimientos", algo que, a su juicio, todavía parece faltar entre los historiadores; a diferencia de otras ciencias que no están obligadas a basarse en un vocabulario ya existente. Al autor le interesan especialmente las estrategias utilizadas para construir nomenclaturas en la ciencia histórica con el objeto de abordar hechos o instituciones sociales, cuyos nombres provienen de otros idiomas o que han sufrido múltiples traducciones o alteraciones semánticas.

"El vocabulario de los documentos no es, a su manera, nada más que un testimonio. Precioso entre todos, sin dudas, pero como todos los testimonios [es] imperfecto, es decir, sujeto a crítica."

Marc Bloch considera que es pertinente acuñar palabras para designar grupos de hechos, pero que hay que tener cuidado de no caer en el anacronismo, "el más imperdonable de todos los pecados con respecto a una ciencia del tiempo", que borra realidades más complejas bajo etiquetas. El autor detalla los orígenes y los usos, a veces problemáticos, del término "Edad Media". Además, deplora la costumbre de establecer límites cronológicos entre los siglos, considerando que es necesario preguntar a los fenómenos estudiados por sus propios períodos. Luego cuestiona las nociones de periodicidad y generaciones, y lo que constituye una civilización. Concluye destacando la dificultad de realizar una segmentación rígida del tiempo humano, y señala que la historia debe trabajar la plasticidad para adaptar sus clasificaciones a las "líneas mismas de lo real".

### Capítulo V. Sin título
El último capítulo de esta obra inacabada tiene sólo unas pocas páginas y no contiene subsecciones. Marc Bloch vuelve por primera vez a la idea de causa en la historia. Cuestiona las elecciones necesariamente arbitrarias de antecedentes hechas por los historiadores para estudiar los acontecimientos.

“[...] las causas, en historia más que en cualquier otra disciplina, no se postulan jamás. Se buscan...”

 Advierte contra el razonamiento demasiado determinista sobre los acontecimientos, que buscaría necesariamente justificar todas las acciones con una razón, partiendo a veces de presuposiciones que distorsionan el proceso científico.

## Análisis

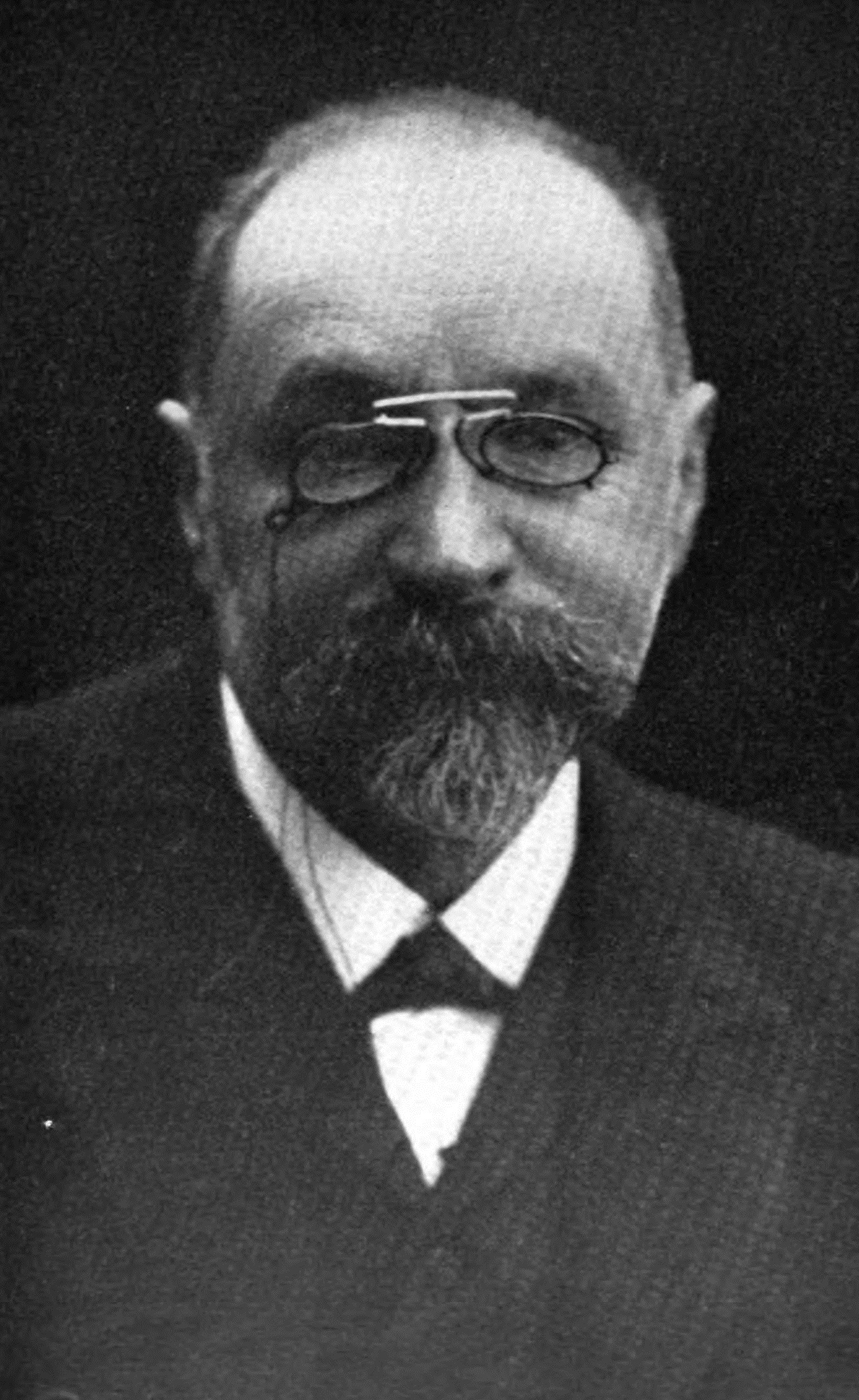
Charles Seignobos, historiador de la escuela metódica (a veces llamada escuela positivista). Es una de las figuras de este movimiento que precede al de los Annales, fundado por Marc Bloch y Lucien Febvre.

Introducción a la historia es un ensayo que sintetiza la concepción de la historia desarrollada en el período de entreguerras por la escuela de los Annales, que Marc Bloch fundó con el historiador Lucien Febvre. En su reseña de la obra de 1951, Renée Doehard la percibió como "una glosa sobre la Introducción a los estudios históricos de Langlois y Seignobos o la Teoría e historia de la historiografía de Benedetto Croce", que, sin desviarse fundamentalmente de las opiniones de estos intelectuales, rejuvenece y enriquece sus preguntas.
El historiador Gérard Noiriel, en un artículo publicado en 1994, con motivo del 50.º aniversario del asesinato de Marc Bloch, extrae diferentes análisis del ensayo inacabado. La Introducción, como a menudo lo subrayan los estudios que le dedican, concede un papel importante al presente, porque Marc Bloch está apegado a la idea de que el historiador debe  “dar cuentas” ante la sociedad que la remunera. Noiriel establece un paralelo entre la Introducción y otra obra escrita durante la guerra por Marc Bloch, La extraña derrota. El primero es una proyección del autor de su propio papel como historiador, el segundo, de su papel como ciudadano en la derrota francesa de 1940.
Tal como señaló Jacques Le Goff en el prefacio de la reedición de 1993, hay una importante preocupación ética en este ensayo de Marc Bloch, que busca construir un alegato a favor de la investigación histórica. Marc Bloch ve la historia como una ciencia útil a los hombres en la medida en que participa en el desarrollo de sus conocimientos científicos, sirviendo a los hombres en sus acciones. La historia es una ciencia que permite comprender las acciones de su objeto, el hombre, favoreciendo la dimensión temporal en el estudio de los individuos, convirtiéndola en una limitación fundamental. Noiriel también subraya el importante lugar de la psicología en este trabajo.
Marc Bloch considera que el historiador debe ser actor de la vida social de su tiempo. El historiador debe saber dejar de lado sus experiencias de “sentido común” para analizar el pasado, y evitar a toda costa el anacronismo. Esta oscilación entre el mundo pasado y el mundo social es, en la Introducción, el elemento central que define la obra del historiador. En Marc Bloch existe el deseo de demostrar que el historiador plantea sus preguntas en lo concreto de su investigación diaria, y lo apoya con varios ejemplos en los capítulos dedicados a la observación, a la crítica de las fuentes y al análisis histórico.
Gérard Noiriel observa que Marc Bloch hace una dura observación de ciertas prácticas de otros historiadores, en particular de aquellos que formulan juicios como actor del mundo actual y no como investigador; este último debe prohibir el juicio de valor. Además, aboga por que el historiador sea un intermediario entre el mundo académico y el mundo social, a través de sus escritos y de los objetos que estudia. También debe facilitar la verificabilidad y explicar con más frecuencia cómo lleva a cabo sus investigaciones. Además, Marc Bloch insiste en la importancia del trabajo colectivo y de la transdisciplinariedad, demasiado poco movilizados para su gusto. Esto es parte de uno de los caballos de batalla de los primeros historiadores de los Annales. Gérard Noiriel destaca que, ya en 1928, Marc Bloch había formulado ideas para “una reconciliación [de] terminologías y cuestionarios [de los historiadores]” en el Comité Internacional de Ciencias Históricas en Oslo. Además, Bloch no oculta su desacuerdo con Charles Seignobos en cuanto a la concepción de la historia, pero precisa que le agradece su enseñanza, que en parte le permitió cuestionar las opiniones de sus mayores. El historiador Dominique Barthélemy, en un artículo publicado en 1996, subraya que Marc Bloch no se opone, en su Introducción, a los historiadores positivistas. Por el contrario, reivindica, en el capítulo dedicado a la crítica, los métodos de análisis de Seignobos y de sus coetáneos y añade, según Barthélemy, una dimensión sociológica, inspirándose en los trabajos de Émile Durkheim y Lucien Lévy-Bruhl, que estaban entonces en boga en las ciencias humanas.

## Críticas y reacciones
Introducción a la historia ha sido descrito como no representativo de su enfoque histórico en el sentido de que analiza eventos contemporáneos en los que Bloch estuvo personalmente involucrado y sin acceso a fuentes primarias. El historiador galés Rees Davies (1938-2005) ha descrito a Introducción a la historia como "maravillosamente sensible y profundo".: 265 